# Terra Indígena Turé-Mariquita
A Terra Indígena Turé-Mariquita é uma terra indígena localizada no estado brasileiro do Pará. Regularizada e tradicionalmente ocupada, tem uma área de 147 hectares e uma população de 40 pessoas, do povo Tembé.